# 勝券在握
《勝券在握》，香港亞洲電視與新加坡報業傳訊U頻道聯合製作的劇集。全劇共40集。

## 演員表
| 演 員  | 角 色  | 備註 |
| 陳潔儀 | 黃金好 | Golden 陶大富，黃芬之女 齊仁之冤家，後為女友 齊光輝之好友兼未來繼母 陶安之同父異母之妹妹 陶思思之同父異母姐姐兼好友 高美君，蘇美卿，鄧世勤之好友 梁冰冰之情敵 |
| 秦漢   | 齊仁   | 冼燕珠之養子 黃金好之冤家，後為男友 梁冰冰之前夫 齊光輝之父 齊孝，齊萊之養兄 鄧世勤之好友                                                                     |
| 米 雪  | 梁冰冰 | 齊仁之前妻 齊光輝之母 Albert之女友，後對方身亡 Alfred之女友 黃金好之情敵                                                                                      |
| 盧慶輝 | 鄧世勤 | Duncan 陶思思之夫，與其育有一子 蘇美卿之青梅竹馬，後為情人，與其育有一子 齊仁，黃金好之同時兼好友                                                             |
| 彭子晴 | 陶思思 | Zeta 陶大富之女 陶安之妹妹 鄧世勤之妻，與其育有一子 黃金好之同父異母妹妹兼好友 蘇美卿之好友兼情敵                                                             |
| 詹金泉 | 齊光輝 | Samson 齊仁，梁冰冰之子 冼燕珠之養孫 黃金好之好友兼未來繼子 丁小一之男友                                                                                      |
| 黎思嘉 | 蘇美卿 | 居住於大馬 鄧世勤之青梅竹馬並鍾情其，後在不知其已婚的情況下與其展開婚外情 陶思思之好友兼情敵 於第40集產下與鄧世勤的兒子後離世                                 |

## 資料來源
1. ↑  .   [2020-09-14]. （原始内容存档于2021-03-02）.
2. ↑  .   [2020-09-14]. （原始内容存档于2021-07-09）.